# Ихрач
Ихрач (слч. Ihráč) насељено је мјесто са административним статусом сеоске општине (слч. obec) у округу Жјар на Хрону, у Банскобистричком крају, Словачка Република.

## Становништво
| Година:    | 1994. | 2004.   | 2014.   | 2024.    |
| ---------- | ----- | ------- | ------- | -------- |
| Број људи: | 570   | 573     | 539     | 465      |
| Разлика:   |       | +0,52 % | -5,93 % | -13,72 % |

| Година:    | 2023. | 2024.   |
| ---------- | ----- | ------- |
| Број људи: | 473   | 465     |
| Разлика:   |       | -1,69 % |

Према подацима о броју становника из 2011. године насеље је имало 562 становника.